# Kakatiya
I Kakatiya furono una dinastia dell'India meridionale che si insediò nella regione dell'odierno Andhra Pradesh, dal 1083 al 1323. Indù shivaiti, di casta (varṇa) assai probabilmente shudra, costituirono uno dei grandi regni Telugu, in grado di operare per vari secoli.

## Origini
L'ascesa al potere della dinastia Kakatiya risale all'Impero Chalukya occidentale. Kakartya Gundyana, un subordinato del monarca del Chalukyan Orientale, Amma II (945-970), fondò la dinastia Kakatiya.. Il nome della dinastia deriva sia dalla sua associazione con una città conosciuta come Kakatipura, che dal loro culto per una dea chiamata Kakati.